# Чурюмов Клим Іванович
Клим Іва́нович Чурю́мов (19 лютого 1937, Миколаїв, УРСР — 15 жовтня 2016, Харків, Україна) — радянський і український астроном та дитячий письменник, першовідкривач комет Чурюмова-Герасименко (1969) та Чурюмова-Солодовникова (1986). Член-кореспондент Національної академії наук України, директор Київського планетарію, головний редактор астрономічного науково-популярного часопису «Наше небо» (2006—2009), президент Українського товариства аматорів астрономії.

## Біографія
Був четвертим із восьми дітей Івана Івановича Чурюмова-старшого (1907—1942) й Антоніни Михайлівни Чурюмової (до шлюбу Александрової) (1907—2003). Батько загинув на фронті.
У 1949 р. родина Чурюмових переїхала до Києва. Після сьомого класу він вступив до Київського залізничного технікуму, який закінчив із відзнакою в 1955 р. Отримав рекомендацію до вступу у вищі навчальні заклади.

### Освіта
Вступив на фізичний факультет Київського державного університету ім. Т. Г. Шевченка (спеціальність «фізика-астрономія»).
Клим Чурюмов був учнем фундаментально-наукової школи «Спостереження космічних об'єктів астрономічними методами», яку засновавав у 1870 Митрофан Хандриков.

### Кар'єра
Після його закінчення, у 1960 р., був направлений на полярну геофізичну станцію в бухті Тіксі Якутської АРСР. Там він досліджував полярні сяйва, земні струми та іоносферу.
У 1962 р., повернувшись до Києва, пішов працювати на завод «Арсенал», де брав участь у розробленні астронавігаційної апаратури для космічних ракет та її випробовуванні на космодромах Байконур і Плесецьк. Після закінчення аспірантури Київського державного університету (спеціальність
«астрофізика»), де науковим керівником К. І. Чурюмова був професор С. К. Всехсвятський, залишився працювати науковим співробітником на кафедрі астрономії КДУ. Спостерігав за кометами на заміській станції Київського університету в селі Лісниках і під час астрономічних експедицій у високогірні райони Середньої Азії, Кавказу, до Сибіру, у Приморський край, на Чукотку і Камчатку.
У 1969 р. університет спорядив експедицію в складі трьох осіб, зокрема Клима Чурюмова і Світлани Герасименко, для спостереження періодичних комет в Алма-Ату, в астрофізичний інститут (тепер Астрофізичний інститут імені Фесенкова).
У 1972 р. Клим Іванович захистив кандидатську дисертацію «Дослідження комет Ікейя-Секі (1967n), Хонда (1968с), Таго-Сато-Косака (1969ІХ) і нової короткоперіодичної комети Чурюмова-Герасименко на основі фотографічних спостережень». У 1993 р. в Інституті космічних досліджень РАН (Москва) захистив докторську дисертацію на тему «Еволюційні фізичні процеси в кометах».
З 1998 р. К. І. Чурюмов — професор Київського національного університету імені Тараса Шевченка.

Могила Клима Чурюмова, Байкове кладовище

У вересні 2003 року стає ініціатором і організатором Міждержавного інституту українсько-казахстанських відносин ім. Нурсултана Назарбаєва, стає першим заступника директора, головою вченої ради інституту.
У січні 2004 р., за рішенням Президії Товариства «Знання», його призначено директором науково-просвітницького центру «Київський планетарій».
Клим Іванович Чурюмов помер від інсульту в харківській лікарні в ніч із 14-го на 15-те жовтня 2016 року у віці 79 років. Був похований 18 жовтня на Байковому кладовищі в Києві (ділянка № 33, 50°25′8.5″ пн. ш. 30°30′11.8″ сх. д. / 50.419028° пн. ш. 30.503278° сх. д.). Пізніше до нього в могилу було підпоховано його дружину, Ніну Феофанівну Чурюмову (1939—2018). Надгробна стела астронома містить крилатий вислів «Per aspera ad astra» (Крізь терня до зір), а поруч зі стелою встановлено зменшену копію ядра комети «Чурюмова-Герасименка» (67P) роботи скульптора А. Куща.

## Наукова діяльність
Головні наукові праці у галузі астрономії комет та астероїдів. Працював в Астрономічній обсерваторії Київського університету.
У вересні 1969 року Чурюмов та його аспірантка Світлана Герасименко під час спостереження за кометою Комас-Сола зробили фото, на якому виявилася ще одна комета, що отримала назву за іменами першовідкривачів — «Комета Чурюмова-Герасименко» (67P/Churyumov-Gerasimenko).
Другу, довгоперіодичну, комету Клим Чурюмов відкрив разом із Валентином Валентиновичем Солодовниковим (з Астрофізичного інституту імені В. Г. Фесенкова, Казахстан) у 1986 р. Вона отримала назву комети Чурюмова-Солодовникова (C/1986 N1 Churyumov-Solodovnikov).
2 березня 2004 з космодрому Куру у Французькій Гвіані було виведено у космос європейський міжпланетний зонд «Розетта». Основним завданням зонда є дослідження комети Чурюмова-Герасименко, якої він досягнув 11 листопада 2014 року та здійснив посадки капсули на поверхню комети. «Розетта» завершила свою місію 30 вересня 2016 року, за 2 тижні до смерті Клима Чурюмова.
К. І. Чурюмов опублікував понад 800 наукових робіт, зокрема 4 монографії та 4 навчальні посібники. Був науковим консультантом з астрономії під час другого видання Української радянської енциклопедії.
К. І. Чурюмов, як голова наукових оргкомітетів, організував і провів п'ятнадцять міжнародних астрономічних конференцій: Всехсвятські читання (1985, 1990, 1995, 2000, 2005, 2010), Міжнародний семінар пам'яті професорів О. Ф. Богородського і С. К. Всехсвятського (1994), Міжнародні конференції пам'яті І. С. Астаповича «АІСТ» (1998, 2003, 2008), Міжнародні конференції КАММАК (1999, 2002, 2005, 2008, 2011).
Під керівництвом К. І. Чурюмова захищено одинадцять кандидатських дисертацій із фізики комет і теорії та методики викладання астрономії. Серед послідовників наукової школи Клима Чурюмова — доктори та кандидати наук Анатолій Відьмаченко, Петро Неводовський, Ярослав Романюк тощо.
За ініціативою К. І. Чурюмова Міжнародний астрономічний союз назвав національними іменами-символами малі планети: «2427 Кобзар» — на честь Т. Г. Шевченка, «2428 Каменяр» — на честь І. Я. Франка, «2431 Сковорода» — на честь українського філософа XVIII ст. Г. С. Сковороди, «4868 Кнушевія» — на честь Київського національного університету імені Тараса Шевченка, «22616 Боголюбов» — на честь радянського фізика та математика М. М. Боголюбова.

## Літературна діяльність
К. І. Чурюмов є автором науково-популярних книжок і дитячим письменником — автором декількох збірок поезій для малят («Малятам про фахи», «Малятам про тварин», «Малятам про човни», «Математика для малят» (у співавторстві), «Пригоди динозаврика Дино»). Автор понад 1000 науково-популярних статей у численних газетах і журналах.

## Громадянська позиція
Клим Іванович Чурюмов ініціював присвоєння малим планетам імен українських письменників і вчених. У 2013 році був щирим прихильником Євромайдану й склав гімн учасників протестів та написав «Гімн українського Євромайдану» (9 грудня 2013).

## Вшанування
Ім'ям Клима Івановича Чурюмова названо малу планету № 2627 (1984).
Український астроном Микола Степанович Черних назвав відкритий ним астероїд № 3942 ім'ям «Чуріваннія» на честь двох Іванів Івановичів Чурюмових — батька і брата Клима Івановича Чурюмова.
Ще одну з малих планет № 6646 дослідниця комет і астероїдів американська професорка Елеанор Гелін (англ. Eleanor Helin) назвала на честь матері Клима Івановича Антоніни Михайлівни Чурюмової «Чуранта».
У вересні 2017, VII Міжнародна конференція з астрономії «CAMMAC — 2017», яка відбулася у Вінницькому педагогічному університеті, була присвячена пам'яті Клима Чурюмова.
У 2018, пропонувалося присвоїти ім'я астронома Київському планетарію, втім відповідне рішення не було прийнято, але на фасаді будівлі планетаріуму було встановлено меморіальну дошку.
8 грудня 2022 на честь Клима Чурюмова перейменовано вулицю у Києві, у Святошинському районі.
У жовтні 2023 і 2024, у Київському планетарії відзначався Всесвітній тиждень космосу, присвячений у тому числі місії «Розетта».
Error: No text given for quotation (or equals sign used in the actual argument to an unnamed parameter)

## Нагороди і звання
У 2005, за цикл робіт «Спектральні дослідження зір та комет» нагороджений премією НАН України імені М. П. Барабашова (спільно з І. О. Вакарчуком та Н. Г. Щукіною).
У 2003, був нагороджений орденом «За заслуги» 3-го ступеня, а в 2009 — 2-го ступеня.
Клим Іванович — член Міжнародного астрономічного союзу (з 1979), Європейського астрономічного товариства (з 1992), Української астрономічної асоціації (з 1992 р.), дійсний член Нью-йоркської академії наук, заслужений працівник народної освіти України (з 1998).

## Цитати
- «Гіпотеза Джордано Бруно нарешті підтвердилася – космос заповнений розумом. Виходить, його даремно спалили. Спалити вченого за його переконання – це злочин.»
- «Бог – це гармонія Всесвіту. Всі закони природи такі гармонійні, красиві, ніби керує ними якась надприродна, вища сила. Може, гармонія Всесвіту – це і є вища сила.»
- «Наші предки вірили в Бога, і нам треба вірити. Потрібно знати молитви, "Отче наш" – обов'язково. Коли важко, цю молитву треба промовляти. А в особливо критичних ситуаціях вигадуються власні молитви.»
- «Комет у Сонячній системі – як риб в океані. Їх трильйони. Те, що для експерименту з "Розеттою" обрали нашу – це дійсно велика вдача. Ймовірність була майже нульова.»

#### Публікації
- Тельнюк-Адамчук, Володимир ; Чурюмов, Клим (грудень 1984). Космічний пам'ятник Кобзареві. Наука і суспільство, 1984. 12: 17—18.
- Вальтер, А. ; Чурюмов, К. (лютий 1984). Комети, астероїди... і ми. Наука і суспільство, 1984. 2: 17-19.
- Чурюмов, К.І. ; Філоненко, В.С. ; Чубко, Л.С. (2008). Вікові варіації блиску періодичних комет як наслідок дезінтеграції їхніх пило-крижаних ядер та впливу сонячної активності. Кінематика і физика небесних тіл. 6(24). С.463—468. URI: http://dspace.nbuv.gov.ua/handle/123456789/80925
- Чурюмов, К.І. Четверта міжнародна конференція «Комети, астероїди, метеори, метеорити, астроблеми і кратери» (КАММАК–2008). Вісник Астрономічної школи, 2011, том 7, № 2, с. 311—312. doi:10.18372/2411-6602.07.2311
- Чурюмов, К. Малу планету Кнушевія названо на честь університету. Київський університет. 2003. № 6, трав. С.2.

#### Інтерв'ю
- Інтерв'ю з Климом Чурюмовим. Шоу Мириам Драгиной (сезон 1 эпизод 2). Радіо Аристократи, 19 листопада 2014. [Архівовано 29 листопада 2014 у Wayback Machine.]
- Мозгова, Ф. Наші земляки : [зустріч з видатним земляком К. І. Чурюмовим] / Ф. Мозгова, Л. Чайченко, Л. Тлуста // Відкритий урок. – 2014. – N 37/38. – С. 5.
- Пащенко, В. Клим Чурюмов : “Самое интересное будет, когда комета приблизится к Солнцу” : [интервью] / В. Пащенко // Вестник Прибужья. – 2015. – N 4(22 янв.). – С. 14-15.
- Коробатов, Я. Ученый Клим Чурюмов : “Наша комета – полностью украинское открытие” : [интервью] / Я. Коробатов // Комсомольская правда в Украине. – 2014. – N 263. – С. 1, 9.
- Курильчук, Марина (19 листопада 2014). Клим Чурюмов: «Ядерные боеголовки спасут человечество». Тижневик 2000. 21—27 листопада 2014. 47(723): 17—18.
- Клим Чурюмов: «Ядерные боеголовки спасут человечество» (19/11/2014) [Архівовано 29 червня 2016 у Wayback Machine.]
- Долина, Н. Директор Київського планетарію Клим Чурюмов : “Ми зоряні люди і повинні дотримуватися законів всесвіту” : інтерв’ю / Н. Долина // Урядовий кур’єр. – 2015. – N 13. – С. 9.
- Олександра Гайворонська, Олена Рощина, Дмитро Ларін (15 вересня 2016). Клим Чурюмов. Українець, який осідлав комету. Українська правда. Життя. Архів оригіналу за 18 вересня 2016.

#### Книги
- Чурюмов, К.И.. Кометы и их наблюдение. Серия «Библиотека любителя астрономии». Москва: Наука, 1980.
- Беляев, Н.А. ; Чурюмов, К.И.. Комета Галлея и ее наблюдение. Серия «Библиотека любителя астрономии». Москва: Наука, 1985.
- Пугач, А. Ф. ; Чурюмов, К.И.. Небо без чудес : научно-популярная литература. Київ: Политиздат Украины, 1987.
- Чурюмов, Клим. Малятам про фахи.
- Чурюмов, Клим. Малятам про фахи. Весела абетка : абетки. http://abetka.ukrlife.org/ab_prof.htm
- Чурюмов, Клим. Малятам про тварин. Київ: Казка, 2000. ISBN 9789667463342
- Чурюмов, Клим. Малятам про тварин : вірші. Київ: Казка, 2007. ISBN 966-7463-34-6
- Чурюмов, Клим. Малятам про тварин : вірші. Живлюща сила ємигії : літературна антологія Миколаївщини : для дошкільнят. Миколаїв: Іліон, 2019. С.161—167.
- Чурюмов, Клим. Малятам про човни.
- Чурюмов, Клим. Малятам про Зодіак.
- Чурюмов, Клим. “Вміє чапля рахувати” : вірші. Живлюща сила ємигії : літературна антологія Миколаївщини : для дошкільнят. Миколаїв: Іліон, 2019. С.101—108.
- Ходос, Світлана ; Ходос, Юрій ; Чурюмов, Клим. Математика для малят : книжка-іграшка для дошкільного віку. Київ: Казка, 2006.
- Ходос, Світлана ; Ходос, Юрій ; Чурюмов, Клим. Математика для малят. Скарбничка розумника. Київ: АСТ-ПРЕС-УКРАЇНА, 2007. ISBN 978-966-487-006-8
- Чурюмов, Клим. Пригоди динозаврика Дино.
- Чурюмов, Клим. Таємниці зодіакальних сузір'їв. Київ: Веселка. (не видана)